# Фаусто Папетті
Фаусто Папетті (італ. Fausto Papetti, 28 січня 1923, Віджу, Ломбардія, Італія — 15 червня 1999, Санремо, Лігурія, Італія) — італійський саксофоніст, натуралізований швейцарець.

## Біографія
Музичну кар'єру Фаусто Папетті розпочав у 1955 році у створеному гурті «Менестрелі джазу» (I Menestrelli del Jazz) разом з Еціо Леоні (Ezio Leoni, акордеон), Джамп'єро Бонескі (Giampiero Boneschi, фортепіано), Пупо де Люка (Pupo De Luca, ударні), Ернесто Вілля (Ernesto Villa, контрабас). «Менестрелі джазу» уклали контракт зі студією Вальтера Гуертлера, тому їх музика була записана на грамофонних платівках на 78 і 33⅓ об/хв, а також з англомовною назвою «The Minstrels Of Jazz».
Оркестр для танців Фаусто Папетті, у якому він був солістом на саксофоні, здобув велику популярність у 1960-их — 1980-их роках. Оркестр виконував легку музику і випускав велику кількість записів на грамофонних платівках на 33⅓ об/хв, аудіокасетах та компакт-дисках. У 1970-их, на вершині своєї кар'єри, він знайшов своє місце і отримав значний успіх за кордоном, особливо в Німеччині, Іспанії та на музичному ринку в Латинській Америці.
У 1970-тих роках з'явилися багато його наслідувачів, таких як Джонні Сакс (Johnny Sax) і П’єрджорджіо Фаріна.
Помер Фаусто Папетті в Санремо в 1999 році.

## Альбоми
- Musica Nel Mondo, Vol. 2 (2004)
- Musica Nel Mondo (2004)
- E Se Domani (2003)
- Ritmi Dell'America Latina (2003)
- Moon River (2003)
- Old America (2003)
- Chloe (2003)
- Evergreens No. 3 (2003)
- Scandalo Al Sole [D.V. More] (2003)
- If You Leave Me Now (2003)
- Accarezzami (2003)
- Cinema: Anni 70 (2003)
- Cinema: Anni 60 (2003)
- Made in Italy [BMG] (2003)
- Bonjour France (2003)
- Evergreens (2003)
- Memory (2003)
- Evergreens, Vol. 2 (2001)
- The Look of Love (2000)
- Calda Estate (1999)
- What A Wonderful World [Expanded] (1998)
- Sax Latino (1997)
- Made in Italy [Ricordi] (1997)
- More Feelings (1996)
- More Feelings Again (1996)
- Fausto Papetti (1995)
- The Magic Sax of Fausto Papetti (1995)
- Sax in Gold (1994)
- El Cine (1994)
- El Mundo de Fausto Papetti (1994)
- Ecos de New York, Vol. 2 (1991)
- Ecos de Hollywood (1991)
- Ecos de Brasil, Vol. 2 (1991)
- Ecos de Italia, Vol. 2 (1991)
- Maria Elena (1991)
- Sax Idea (1991)
- Feelings (1991)
- Magic Sax (1990)
- Us and Them (Fausto Papetti album)